# Provincia di Cañete
La provincia di Cañete è una provincia del Perù, situata nella regione di Lima. Cañete è culla e capitale dell'Arte Nera del Peru.

## Geografia antropica

### Suddivisioni amministrative
È divisa in sedici distretti  (comuni):
- Asia
- Calango
- Cerro Azul
- Chilca
- Coayllo
- Imperial
- Lunahuaná
- Mala
- Nuevo Imperial
- Pacarán
- Quilmaná
- San Antonio
- San Luis
- San Vicente de Cañete
- Santa Cruz de Flores
- Zúñiga